# Offham
Offham är en ort och civil parish i grevskapet Kent i sydöstra England. Orten ligger i distriktet Tonbridge and Malling, cirka 2,5 kilometer väster om West Malling och cirka 10,5 kilometer väster om Maidstone. Tätorten (built-up area) hade 461 invånare vid folkräkningen år 2021.